# Mimudea glaucostigmalis
Mimudea glaucostigmalis là một loài bướm đêm trong họ Crambidae.